# Muscat Bleu

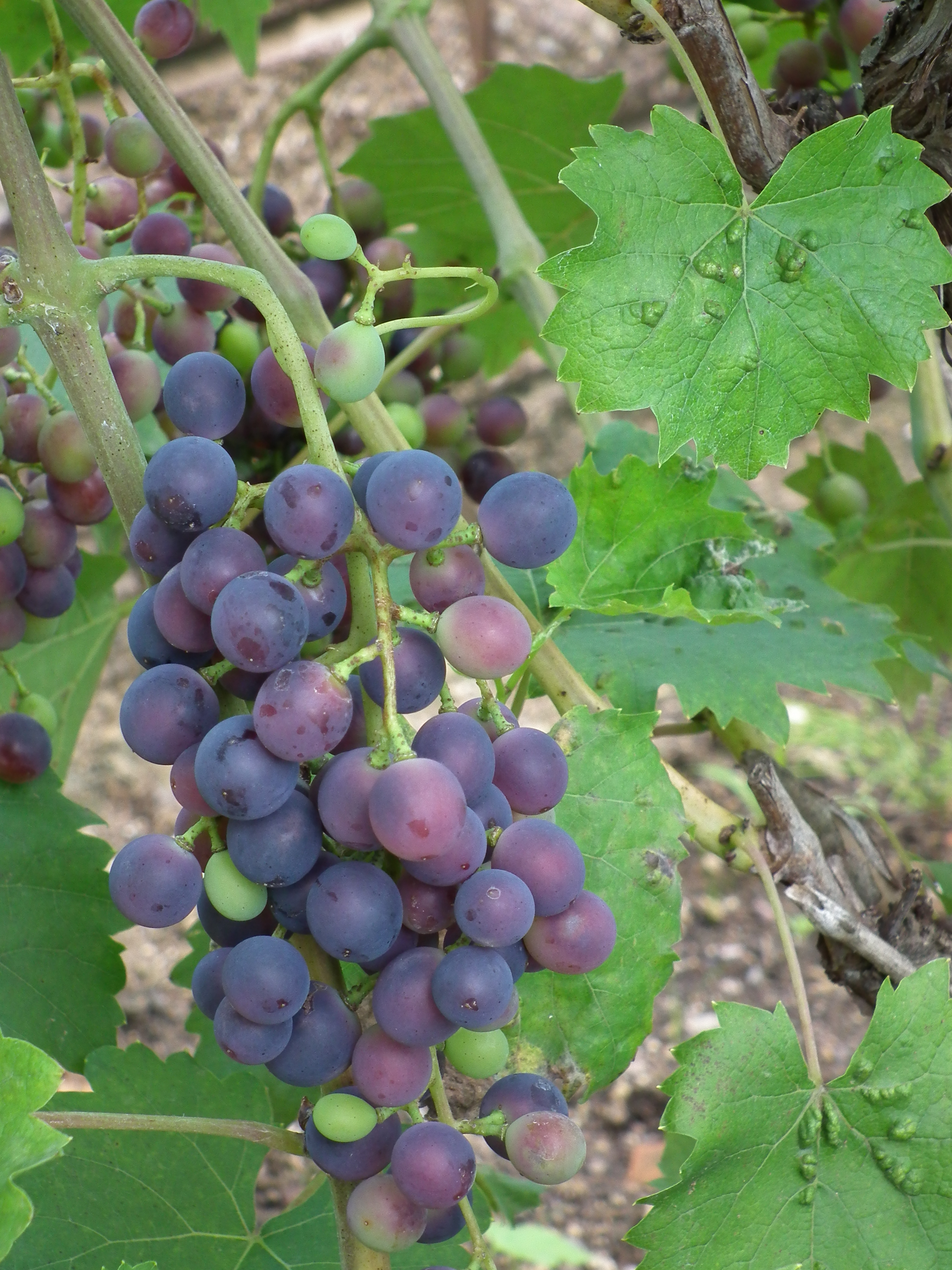
Kultur-Weinstock Muscat bleu

Der Muscat Bleu (auch Garnier 83/2 oder Muskat bleu) ist eine frühreifende Rotweinsorte, die eine hohe Resistenz gegen echten und falschen Mehltau besitzt. Außerdem zeichnet ihn eine hohe Frostfestigkeit aus. Besonders macht ihn seine gelbe Herbstlaubfärbung und ein deutlich wahrnehmbarer Muskaton.

## Abstammung, Herkunft
Garnier 15/6 × Seyve Villard 20-347
Die Rebsorte Muscat Bleu ist eine Kreuzung des Schweizer Rebenzüchters Garnier aus Garnier 15/6 x Seyve-Villard 20-347, welche in den 1930er Jahren erfolgte. Garnier 15/6 ist ihrerseits eine Kreuzung der Sorten Villard Noir x Müller-Thurgau und die auch Perle Noire genannte Sorte Seyve-Villard 20-347 entstand aus der Kreuzung der Sorten Teneron x Seyve Villard 12-358. Muscat Bleu zählt aufgrund ihrer interspezifischen Elternteile zur Familie der Hybridreben.

## Ampelografische Merkmale
- Der Triebwuchs ist mittelstark.
- Die Trauben sind groß, sehr lockerbeerig, Beeren groß, oval mit knackigen Fruchtfleisch und deutlichen Muskatton.

Reife: sehr früh

## Verbreitung
In der Schweiz wird sie vereinzelt auch zum Keltern verwendet (siehe auch: Weinbau in der Schweiz, Rebsorten). Dort betrug die bestockte Rebfläche im Jahr 2015 3,56 ha. Kleinere Flächen gibt es in Belgien, Deutschland und Österreich.

## Eigenschaften
Sie ist vornehmlich eine Tafeltraubensorte, welche auch zur Weinerzeugung verwendet wird. Sie ist widerstandsfähig gegen Winterfrost und beide Mehltauarten, neigt jedoch zur Kleinbeerigkeit und Verrieseln.

## Abkömmlinge
Die Sorten Galanth, Osella, Garant und Rosina entstanden aus der Kreuzung mit Solaris am Staatlichen Weinbauinstitut Freiburg.